# Memoria (film 2015)
Memoria è un film del 2015 diretto da Vladimir de Fontenay e Nina Ljeti.
Il film è basato in parte su una storia breve di James Franco, che recita nel film, ed in parte sul libro A California Childhood dello stesso attore. È stato presentato all'Austin Film Festival nel novembre 2015, poi è stato distribuito nei cinema statunitensi l'8 aprile 2016.

## Trama
Ivan Cohen è un giovane che vive a Palo Alto, in California. Il film inizia quando Ivan è un giovane ragazzo che vive con la madre, un'immigrata russa e il suo patrigno americano.  Ivan sembra insoddisfatto della sua infanzia e il suo patrigno non è in grado di creare una relazione con lui.  Ivan sembra infelice, notando che la gente parla con lui solo dei suoi capelli biondi, della sua pelle pallida e della sua giacca militare russa.
Successivamente, quando Ivan è un giovane adolescente, viene visto con il suo gruppo di amici fannulloni della classe operaia e Ivan si mostra estraniato da loro, anche se sembra essersi creato un legame con un'amica, Nina. Ivan sembra essere geloso di una relazione tra il suo amico Alex ed una bella ragazza di nome Kelly. La relazione tra Alex e Kelly continua nella scuola superiore dove Ivan continua ad esserne infastidito.
Alle superiori Ivan si aggrega al suo gruppo di amici che ancora includono Alex e Nina.  Ivan è chiaramente un seguace di questo gruppo e non sembra motivato a cambiare posizione anche se chiaramente non è contento.  Una notte, dopo che il gruppo ha assunto delle droghe, rimangono coinvolti in un incidente d'auto dove pensano di aver investito un animale. Questo evento sconvolge Ivan.  Durante il liceo uno dei maestri di Ivan, Mr. Wyckoff sembra preoccupato per le lotte di Ivan e per i tentativi di convincere Ivan ad aprirsi a lui.  Ivan lo ignora ed è irritato dai suoi tentativi fino a quando l'uomo non suggerisce un incarico di scrittura che interessa Ivan. Dopo aver scritto una storia di fantasia sulla sua vita futura dopo il liceo a San Francisco, che mostra i sogni di Ivan di essere di aspirazioni molto basse e tuttavia sembra essere desiderabile per lui, si dirige verso un party di "fine scuola superiore".
Alla festa è annoiato con i suoi amici e se ne va e trova Nina. Nina scherzosamente gli dice che dopo il liceo vuole rapinare banche e vivere in palazzi e vuole che lui vada con lei.  Ivan vede questa come un'opportunità e prova a baciarla.  Nina rifiuta le avances di Ivan affermando che loro due sono solo amici e tra i due nasce una discussione.  Dopo che Nina fa ritorno alla festa, Ivan torna elsewhere in the party and to add to his anguish over the fight with Nina he walks in un gruppo di ragazzi che guardano due persone fare sesso in una delle camere da letto.  Ivan è ulteriormente turbato quando, in un'altra stanza, vede qualcuno svenuto nel proprio vomito.  Ivan si dirige rabbiosamente al piano di sotto in cerca di alcol e dopo aver bevuto una birra un altro ragazzo lo accusa di averlo derubato e poi gli dà un pugno.  Ivan, dopo una notte terribile, se ne va e torna a casa dove prende il fucile da caccia del suo patrigno e torna alla festa intenzionato a compiere una strage.  Tuttavia, quando arriva, le uniche persone rimaste sono un paio di ragazzini svenuti e non riesce a trovare nessuno su cui sfogare la sua rabbia.  Si dirige a casa ed entra nella stanza dei genitori intenzionato ad uccidere il suo patrigno, ma i nervi non gli permettono di farlo.
Il film si conclude con Ivan in piedi sul Golden Gate Bridge che guarda fuori e lascia la giacca di suo padre sul ponte.